# Hakugei
Hakugei (anciennement White Cyclone) est un parcours de montagnes russes hybrides du parc Nagashima Spa Land, situé à Nagashima dans la préfecture de Mie, au Japon. Construit en 1994 par Intamin, elles sont à l'origine un parcours de montagnes russes en bois. L'attraction a été fermée le 28 janvier 2018 pour subir des modifications majeures par la société Rocky Mountain Construction,. L'attraction renommée Hakugei a rouvert le 28 mars 2019.

## White Cyclone
Avant la construction de White Cyclone en 1994, il n'y avait eu qu'un seul parcours de montagnes russes en bois construit au Japon. Jupiter, a ouvert en 1992 après que le gouvernement japonais a assoupli les restrictions de hauteur imposées aux structures en bois. D'autres montagnes russes en bois, White Canyon, ont ouvert en 1994, la même année que White Cyclone.
Le trajet était particulièrement rapide pour des montagnes russes en bois et intégrait de nombreux éléments standard tels que des hélices, de grandes descentes et des petites bosses. Le circuit était long de 1 700 mètres et haut de 42,4 mètres. Les montagnes russes utilisaient des voitures fabriquées par la Philadelphia Toboggan Company qui atteignaient une vitesse maximale de 102 km/h. L'attraction a fermé le 28 janvier 2018.

## Hakugei
Rocky Mountain Construction a rénové les montagnes russes en utilisant sa technologie brevetée I-Box Track, l'attraction étant renommé Baleine blanche (白鯨, Hakugei). La hauteur et la vitesse du trajet ont été augmentées et trois inversions ont été ajoutées au tracé. Hakugei a ouvert ses portes le 28 mars 2019.
| Statistiques | White Cyclone | Hakugei                     |
| ------------ | ------------- | --------------------------- |
| Années       | 1994 - 2018   | Depuis 2019                 |
| Constructeur | Intamin       | Rocky Mountain Construction |
| Voie         | Bois          | Métal                       |
| Hauteur      | 42,4 m        | 55 m                        |
| Longueur     | 1 700 m       | 1 530 m                     |
| Vitesse      | 102 km/h      | 107 km/h                    |
| Inversions   | 0             | 3                           |